# Crime na União Soviética
O crime na União Soviética era dividido em "crime comum" e "crime político." As autoridades soviéticas não divulgavam dados sobre crimes.
As estatísticas de criminalidade eram um segredo de Estado na URSS desde o final da década de 1920 até o início da década de 1930. Nas décadas seguintes, o governo soviético apenas liberou informações parciais sobre a criminalidade na URSS. Somente na década de 1960 o governo soviético começou a classificar e registrar crimes de maneira sistemática, ainda assim impediu que criminologistas soviéticos tivessem acesso aos dados completos. A Perestroika facilitou um pouco o acesso a esses dados.
Foi apenas com o colapso da União Soviética que os dados sobre crimes se tornaram mais amplamente disponíveis. Reconstruções dos dados criminais soviéticos após o colapso da URSS indicam que as taxas de encarceramento durante o governo de Stalin eram "extremamente altas" e que o sistema de justiça criminal operava sob uma presunção de culpa, com altas taxas de pena de morte, criminalização de violações no local de trabalho e uma alta prevalência de "crimes políticos."
A corrupção era comum; especialmente na forma de suborno, principalmente devido à escassez de bens e serviços no mercado aberto.

## Ideologia
Os sociólogos soviéticos argumentavam que os problemas de criminalidade estavam enraizados em questões materiais e na pobreza, e não na natureza humana.
A criminologia soviética foi significativamente influenciada pelas obras do promotor stalinista Andrey Vyshinsky, que introduziu várias medidas no código penal e na prática investigativa que eram incomuns em outros sistemas legais. A lei deveria ser vista não como um meio de determinar a culpa individual, mas dialeticamente e como parte de uma luta de classes mais ampla. Com base nessa premissa, as pessoas poderiam ser condenadas mesmo na ausência de um crime real, se simplesmente pertencessem à classe burguesa, que era vagamente definida. Adicionalmente, pessoas poderiam ser sentenciadas se sua condenação fosse amplamente benéfica para o movimento revolucionário.
Além dessa prática judicial, o código penal da URSS continha uma série de crimes muito específicos, geralmente classificados como "contrarrevolucionários", como contatos com estrangeiros ou qualquer forma de oposição ou crítica ao partido comunista. O artigo 70 listava "propaganda anti-soviética". O artigo 83 - "saída ilegal da URSS". O artigo 190-1 punia qualquer tipo de difamação da URSS ou sua estrutura social, seja "em forma verbal" de declarações "sabidamente falsas". 
Especulação, definida como qualquer forma de comércio privado com a intenção de obter lucro, também era considerada um crime segundo o artigo 154 do Código Penal da URSS. O artigo 162 tornava crime a participação em atividades "proibidas".

### Abuso Psiquiátrico
Alguns teóricos marxistas sustentavam que as razões mais imediatas para o crime na União Soviética eram retardo mental, má educação e influência capitalista. Isso levou a inovações no campo da psiquiatria ("delírio de reformismo", esquizofrenia letárgica) usadas como instrumento de repressão contra críticos.

## Punição
Em 1989, a União Soviética tinha poucas prisões. Cerca de 99% dos criminosos condenados cumpriam suas penas em campos de trabalho, supervisionados pela Direção Principal de Campos de Trabalho Corretivo, que estava sob o MVD. Os campos tinham quatro regimes de severidade crescente. Nos campos de regime estrito, os detentos trabalhavam nas tarefas mais difíceis, geralmente ao ar livre, e recebiam rações escassas. As tarefas eram menos exigentes e as rações melhores nos campos com regimes mais brandos. O sistema de trabalho corretivo era considerado pelas autoridades soviéticas como bem-sucedido, uma vez que a taxa de reincidência era bastante baixa. No entanto, prisões e campos de trabalho, na visão de ex-detentos e observadores ocidentais, eram notórios por suas condições severas, tratamento arbitrário e sádico dos prisioneiros, e flagrantes violações dos direitos humanos. Em 1989, uma nova legislação, que enfatizava a reabilitação em vez da punição, estava sendo elaborada para "humanizar" o sistema. No entanto, as condições para muitos prisioneiros mudaram pouco.
A realocação de criminosos de menor gravidade para fora das grandes cidades também era uma prática comum de gestão do crime.

### Pena de morte
A pena de morte, executada por fuzilamento, era aplicada na União Soviética apenas em casos de traição, espionagem, terrorismo, sabotagem, certos tipos de homicídio, e roubo em grande escala de bens estatais por oficiais. Caso contrário, a pena máxima para um primeiro infrator era de quinze anos. A liberdade condicional era permitida em alguns casos após o cumprimento de metade da pena, e anistias periódicas às vezes resultavam em liberação antecipada.

## Colapso da União Soviética
Próximo e após o colapso da União Soviética, as estatísticas de criminalidade aumentaram de forma acentuada e uniforme. De 1991 a 1992, o número de crimes oficialmente reportados e a taxa geral de criminalidade mostraram um aumento de 27%; a taxa de criminalidade quase dobrou entre 1985 e 1992. No início da década de 1990, furtos, roubos e outros atos contra a propriedade representavam cerca de dois terços de todos os crimes na Rússia. No entanto, o que mais preocupava os cidadãos era o rápido crescimento de crimes violentos, incluindo homicídios brutais.
Grandes partes do Código Penal relacionadas a crimes como comércio privado (art. 154), crítica ao partido comunista e outros crimes políticos (art. 58) foram revogadas em 1993.